# Gliese 615
Gliese 615 (GJ 615) es una estrella de magnitud aparente +7,54. Está encuadrada en la constelación de Norma, la regla, y se encuentra a 45,3 años luz del sistema solar.
Gliese 613 se encuentra a 2,3 años luz de ella.
Gliese 615 es una enana naranja de tipo espectral K3V.
Más fría que el Sol —su temperatura superficial es de 4916 ± 46 K—, brilla con una luminosidad bolométrica equivalente al 19% de la luminosidad solar.
Tiene el 60% de la masa solar y su diámetro, evaluado a partir de la medida de su diámetro angular (0,41 milisegundos de arco), corresponde al 61% del que tiene el Sol.
Gira sobre sí misma con una velocidad de rotación proyectada de 5,0 km/s.
Gliese 615 muestra un índice de metalicidad extremadamente bajo ([Fe/H] = -1,39), siendo su abundancia relativa de hierro igual al 4% del solar.
Todos los elementos evaluados son mucho más escasos que en nuestra estrella, siendo esta tendencia especialmente acusada en el caso del bario ([Ba/H] = -1,52).
Es una estrella más antigua que el Sol, cuya edad, estimada a partir de su actividad cromosférica, puede superar los 7700 millones de años.